# Bortolanita
La bortolanita és un mineral de la classe dels silicats que pertany al grup de la seidozerita. Rep el nom de la pedrera Bortolan, al Brasil, la seva localitat tipus.

## Característiques
La bortolanita és un silicat de fórmula química Ca₂(Ca1.5Zr0.5)Na(NaCa)Ti(Si₂O₇)₂(OF)F₂. Va ser aprovada com a espècie vàlida per l'Associació Mineralògica Internacional l'any 2021, sent publicada en el mes d'agost de l'any següent. Cristal·litza en el sistema triclínic.
L'exemplar que va servir per a determinar l'espècie, el que es coneix com a material tipus, es troba conservat a les col·leccions mineralògiques del Museu Canadenc de la Natura, al Quebec (Canadà), amb el número de registre: 88727.

## Formació i jaciments
Va ser descoberta a la pedrera Bortolan, situada a Poços de Caldas (Minas Gerais, Brasil), sent l'únic indret de tot el planeta on ha estat descrita aquesta espècie mineral.